# Чайлахян, Рубен Карпович
Рубен Карпович Чайлахян (19 ноября 1937 года, Ереван — 12 февраля 2024 года, Москва) — советский и российский клеточный биолог и иммунолог, специализировавшийся на изучении стромальных стволовых клеток. Доктор медицинских наук (1993), иностранный член Академии наук Армении (2008). С 1993 года 25 лет заведовал лабораторией стромальной регуляции иммунитета НИЦ эпидемиологии и микробиологии им. Н.Ф. Гамалеи. Р. К. Чайлахян является одним из авторов концепции кроветворного микроокружения, создаваемого стромальными клетками костного мозга.

## Биография
Рубен Карпович Чайлахян родился 19 ноября 1937 года в Ереване, где и окончил среднюю школу. Затем он продолжил обучение в Харькове в медицинском институте, который окончил в 1961 году. Затем Р. К. Чайлахян работал врачом вплоть до поступления в 1964 году в аспирантуру НИИЭМ имени Н. Ф. Гамалеи АМН СССР. Его первым научным руководителем была профессор М. А. Туманян, заведующая отделом радиационной иммунологии. Затем, после обнаружения им необычных клеток, высевавшихся из костного мозга, Р. К. Чайлахян перешел под руководство известного иммунолога д.м.н. А. Я. Фриденштейна, вместе с которым начал изучение этих клеток. C тех пор вся научная деятельность
Р. К. Чайлахяна была посвящена изучению стволовых стромальных клеток костного мозга, которые в настоящее время носят название мезенхимальных стволовых
клеток. В 1970 году Р. К. Чайлахян защитил кандидатскую диссертацию по теме «Фибробластоподобные клетки в монослойных культурах кроветворной ткани», в 1993 году — докторскую диссертацию по теме «Дифференцировочные потенции стромальных фибробластов кроветворных и лимфоидных органов и их роль в формировании гемопоэтического и лимфоидного микроокружения».

## Общественная деятельность
Р. К. Чайлахян был членом редколлегии журнала научного рецензируемого журнала «Гены и клетки», членом правления Научного общества регенеративной медицины. Р. К. Чайлахян был главой Московского отделения Межрегиональной ассоциации по клеточным технологиям и регенеративной медицине, являлся экспертом Российского фонда фундаментальных исследований и Российского научного фонда.

## Семья
Внук Христофора Михайловича Чайлахова, племянник Михаила Христофоровича Чайлахяна и Георгия Христофоровича Чайлахяна, двоюродный брат Левона Михайловича Чайлахяна.